# Ахмед Дін
Ахмед Дін (араб. احمددين; 22 січня 1965) — алжирський професійний боксер, призер Всеафриканських ігор.

## Аматорська кар'єра
1987 року на Всеафриканських іграх, програши у фіналі Патріку Ліханда (Уганда), та на Середземноморських іграх завоював срібну медаль.
На Олімпійських іграх 1988 програв в першому бою Золтану Фюзесі (Угорщина).
На чемпіонаті світу 1989 програв в першому бою Енріко Ріхтеру (НДР).
На Середземноморських іграх 1991 став чемпіоном. На Всеафриканських іграх 1991, програвши у фіналі Макоє Ісангура (Танзанія), завоював срібну медаль. На чемпіонаті світу 1991 програв в другому бою Томмазо Руссо (Італія).
На Олімпійських іграх 1992 переміг Томмазо Руссо (Італія) та Раймонда Йовал (Нідерланди), а у чвертьфінал програв Крісу Берду (США).
1993 року завоював бронзову медаль на Середземноморських іграх.
Впродовж 1994—2003 провів 22 поєдинки на професійному рингу, здобувши 12 перемог при 8 поразках і 2 нічиїх.